# Schistidium occidentale
Schistidium occidentale là một loài Rêu trong họ Grimmiaceae. Loài này được (E. Lawton) S.P. Churchill mô tả khoa học đầu tiên năm 1981.